# Григорівка (Баштанський район)
Григорі́вка — село в Україні, у Новобузькій міській громаді Баштанського району Миколаївської області. Населення становить 173 особи.

## Населення

### Мова
Розподіл населення за рідною мовою за даними перепису 2001 року:
| Мова       | Кількість | Відсоток |
| ---------- | --------- | -------- |
| українська | 150       | 86.71%   |
| румунська  | 13        | 7.51%    |
| російська  | 10        | 5.78%    |
| Усього     | 173       | 100%     |